# Malavita
Malavita (ook wel uitgebracht onder de naam The Family) is een actiefilm uit 2013, geschreven door Tonino Benacquista en geregisseerd door Luc Besson, met rollen voor Robert De Niro, Michelle Pfeiffer, Tommy Lee Jones, Dianna Agron, John D'Leo en Domenick Lombardozzi. De film volgt een maffiafamilie die in het kader van een getuigenbeschermingsprogramma ondergebracht wordt in Frankrijk, omdat ze hun leven willen veranderen. De film is gebaseerd op de roman van Benacquista, genaamd Malavita.

## Verhaal
Een maffiagezin bestaat uit Giovanni Manzoni (Robert De Niro), en zijn vrouw Maggie (Michelle Pfeiffer) en hun kinderen, Belle (Dianna Agron) en Warren (John D'Leo). Ze hebben hun leider Don Luchese verraden (de omerta geschonden) en nemen nu deel aan een getuigenbeschermingsprogramma, waarbij ze in een klein stadje in Normandië in Frankrijk worden geplaatst. CIA-agent Tom Quintiliani (Tommy Lee Jones) houdt, geassisteerd door de agenten Di Cicco en Caputo die intrekken in een woning verderop in de straat, de zaak in de gaten en geeft instructies en adviezen om te voorkomen dat de maffia het gezin ontdekt en wraak neemt. De film laat een ander gezin zien dat wordt vermoord door de maffia, waarna een vinger wordt afgehakt en opgestuurd naar Don Luchese in de gevangenis, die op basis van de vingerafdruk teleurgesteld constateert dat het niet de goede familie was.
Warren reageert cynisch op enkele medescholieren die hem lastigvallen, wat escalerend werkt, waarna ze hem in elkaar slaan. Na uitgebreide voorbereiding slaat hij hard terug, met de hulp van scholieren die dit doen als tegenprestatie voor door hem geleverde diensten, waaronder ook illegale praktijken. Uiteindelijk komt hij op school in moeilijkheden en wil hij uitwijken naar Parijs.
Maggie en Belle slaan ook hard terug, na kleinere voorvallen die hen ergeren. Giovanni doet dat deels ook, resulterend in zwaargewonden (nog afgezien van het lijk dat hij naar het stadje meegenomen heeft en daar begraaft), maar in andere gevallen houdt hij zich in en fantaseert hij er alleen over.
De gezinsleden hebben een hechte band met elkaar. Toch is er onderling wel lichte kritiek op het onpraktische van het zwaar verwonden van de enige loodgieter in de omgeving, en het in brand steken van de enige supermarkt.
Maggie bezoekt herhaaldelijk een kerk. De pastoor nodigt haar uit te biechten. Na zich ervan verzekerd te hebben dat hij geheimhoudingsplicht heeft (biechtgeheim) biecht ze alle misdaden op. De pastoor vindt die zo weerzinwekkend dat ze niet meer mag komen.
Belle heeft op haar initiatief vluchtige seks met een jongen op wie ze verliefd is, maar als blijkt dat hij niet gelijk zijn leven met haar wil delen wil ze zelfmoord plegen.
Warren moet op school een bijdrage leveren aan de schoolkrant met een woordspeling, maar gebruikt daarbij per ongeluk een specifieke woordspeling met de naam Godanov en "good enough" die gebruikt wordt door Don Luchese. Een exemplaar komt door een ongelukkige reeks toevalligheden bij hem terecht, waardoor hij ontdekt waar het gezin verblijft, waarna hij negen mafiosi naar het stadje stuurt om het gezin te vermoorden. Omdat Giovanni onvoorzichtig is met het in het openbaar ophalen van herinneringen besluit Quintiliani dat het gezin weer moet vertrekken, maar de maffiosi zijn al aangekomen. Ze zijn nog minder scrupuleus dan het gezin, ze vermoorden uit voorzorg de plaatselijke politie, de enige aanwezige brandweerman en de buurman. Verder worden Di Cicco en Caputo gedood, maar het gezin, waaronder Warren die van het station terugkomt en Belle, die van het dak af komt waar ze vanaf wilde springen, slaagt erin alle mafiosi te doden, waarop het gezin onder leiding van Quintiliani verder trekt.

## Rolverdeling
- Robert De Niro als Fred Blake/Giovanni Manzoni, de vader.
- Michelle Pfeiffer als Maggie Blake, de moeder.
- Tommy Lee Jones als Tom Quintiliani, de CIA-agent.
- Dianna Agron als Belle Blake, de dochter.
- John D'Leo als Warren Blake, de zoon.
- Jan Hammenecker als Kassabediende van de lokale superette
- Jonas Bloquet als André

## Achtergrond
De film werd opgenomen tussen 8 augustus 2012 en 27 oktober 2012. Er werd voor The Family gefilmd in Normandië, Parijs en New York. In mei 2013 werd bekendgemaakt dat de titel Malavita in de V.S. werd veranderd in The Family. De eerste trailer kwam uit op 4 juni 2013.
De film had zijn wereldpremière in New York op 10 september 2013. De film kwam op 23 oktober 2013 uit in België en op 31 oktober 2013 in Nederland.